# Centre technique du SHAPE
Le Centre technique du SHAPE (ou STC pour SHAPE Technical Centre) ou encore Centre technique du Grand Quartier général des puissances alliées en Europe, originellement aussi dénommé SADTC, est l'une des deux premières agences de l'OTAN. 
Ce centre a été créé par l'OTAN en 1955 et basée à La Haye, aux Pays-Bas. 

Au service du SHAPE (le Grand Quartier général des puissances alliées en Europe), il est constitué de scientifiques et d'ingénieurs et d'un personnel d'appui. 

## Missions
Le STC est initialement chargé de recherche et développement pour le compte de l'OTAN et de ses Etats-membres, pour maintenir à niveau les capacités des armées de l'Alliance atlantique dans le domaine de l'attaque et de la défense aériennes.
Le STC conseille l'OTAN, y compris sur ses achats, la standardisation et l'interopérabilité et d'autres sujets. 

## Histoire et contexte de travail
Cette agence nait alors qu'une vague en faveur du désarmement suit l'armistice, mais rapidement suivie, dans le contexte de l'après-guerre dérivant vers la guerre froide d'une reprise de la course aux armements.
Elle agissait de manière complémentaire au travail de l'autre agence simultanément créé à la naissance de l'OTAN, le Centre de recherches pour la guerre anti-sous-marine du SACLANT (ou SACLANTCEN), mais plus directement au service du SHAPE, alors que l'autre agence était plutôt au service du SACLANT (et des autres « grands commandements de l'OTAN » ainsi que des pays participants).
En 1996, il a fusionné avec le NACISA pour former le NC3A.
Cette agence est à ce jour peu connue du grand public et des historiens, car ses rapports et autre travaux sont classés secrets, mais divers courriers internes et documents d'accompagnements ont été déclassifiés et mis à disposition de tous par le service des archives de l'OTAN.